# LV-9124
La LV-9124 és una carretera antigament anomenada veïnal, actualment gestionada per la Diputació de Lleida. La L correspon a la demarcació provincial de Lleida, i la V a la seva antiga consideració de veïnal. És una carretera local del Pallars Jussà que s'inicia a la C-13, en el terme de Castell de Mur, prop de Guàrdia de Noguera, i que en 7 quilòmetres mena al poble de Moror, del veí terme de Sant Esteve de la Sarga. En els seus 7 quilòmetres de recorregut puja 396,8 m. Trepitja, doncs, només els termes municipals de Castell de Mur (en els seus dos antics components, els antics termes de Guàrdia de Tremp i Mur) i de Sant Esteve de la Sarga.
El primer tram d'aquesta carretera, entre la C-13 i Guàrdia de Noguera (el primer quilòmetre i mig), la carretera fa uns tancats revolts (fins a 9, uns de més tancats que els altres) per guanyar alçada, entre els quals hi ha camps de conreu, com el Tros Gran de Roca, i fins i tot edificacions al servei de l'agricultura i de la ramaderia, com la Cabana del Vicent i la Cabana de Marranó, prop de la fita quilomètrica 1, i la Granja del Moliner o la Granja del Pubill ja a prop de la vila.
Del punt quilomètric 4 d'aquesta carretera arrenca cap al nord la pista rural asfaltada que mena a Santa Llúcia de Mur en poc menys de 2 quilòmetres. Aquesta mateixa pista, sempre en bon estat, és la que mena a Collmorter en 3 quilòmetres des de Santa Llúcia de Mur, i al castell de Mur en poc més d'un quilòmetre i mig des de Collmorter. Continuant per la mateixa pista, en quasi 4 quilòmetres més s'arriba a Vilamolat de Mur, i encara es pot continuar cap al nord per sortir per Puigverd a la carretera C-1311 (El Pont de Montanyana - Tremp), prop de Fígols de Tremp.
Un cop deixat enrere aquest trencall, la LV-9124 continua cap al sud-oest, per tal de fer la volta per migdia a Purredons i, en acabat, decantar-se cap al nord-oest. Passa per sota del Cinglo de les Esplugues, on hi ha les restes de l'antic poble de les Esplugues, travessa un barranc subsidiari de la llau de la Grallera i passa per damunt de la partida de les Solanes. A la carena que parteix el barranc esmentat de la llau de la Grallera troba el termenal i entra en el terme de Sant Esteve de la Sarga. Després de travessar la llau de la Grallera troba el trencall d'Estorm, d'on la LV-9125 puja a Estorm en poc més d'un quilòmetre. La LV-9124 continua cap a ponent, i en uns 500 metres de recorregut arriba a Moror, on té el seu final, però on entronca amb la Carretera de Moror a l'Alzina, anomenada Camí de la Feixa.